# Bohdan Tsymbal
Bohdan Vitaliyovych Tsymbal (en ucraniano: Богдан Віталійович Цимбал; Sumy, 9 de agosto de 1997) es un deportista ucraniano que compite en biatlón. Ganó una medalla de bronce en el Campeonato Europeo de Biatlón de 2021, en el relevo mixto.

## Palmarés internacional
| Campeonato Europeo | Campeonato Europeo       | Campeonato Europeo | Campeonato Europeo |
| Año                | Lugar                    | Medalla            | Prueba             |
| ------------------ | ------------------------ | ------------------ | ------------------ |
| 2021               | Duszniki-Zdrój (Polonia) | Medalla de bronce  | Relevo mixto       |